# Steffen Klaus
Steffen Klaus (* um 1930) ist ein deutscher Film- und Theaterschauspieler.

## Wirken
Steffen Klaus begann in den 1950er-Jahren als Theaterschauspieler; 1956 spielte er in Samuil Marschaks Märchenspiel Das Tierhäuschen (Regie Hans-Dieter Schmidt). ebenfalls im Theater der Freundschaft trat er 1962 mit dem Kinderprogramm Frau Holle auf. Er schrieb auch das Libretto für eine Kinderoper.
Ab Ende der 1950er-Jahre wirkte Klaus neben seiner Theaterarbeit bei Produktionen des Fernsehens der DDR mit; seine erste Rolle hatte er in dem Fernsehfilm Paul Eszterág schweigt (1960, Regie Paul Lewitt). In den folgenden Jahrzehnten war er in mehreren Fernsehfilmen, u. a. von Otto Dierichs, Hubert Hoelzke, Frank Beyer (Nackt unter Wölfen, 1963) und János Veiczi (Die gefrorenen Blitze, 1967). Zu sehen war er des Weiteren in Fernseh-Serien wie Fernsehpitaval (Die Affäre Heyde-Sawade, 1963), Wolf unter Wölfen und in Blaulicht zu sehen. In den 1970er-Jahren wirkte er noch in den Filmen Tschintschraka oder Das große Abenteuer eines kleinen Gauklers (1972) von Horst Netzband und in der Miniserie Die sieben Affären der Doña Juanita (1973).

## Filmografie
- 1959: Paul Eszterág schweigt
- 1960: Aufruhr im Kollegium (Regie Otto Dierichs)
- 1961: Die Jagd nach dem Stiefel (Regie Hubert Hoelzke)
- 1963: Nackt unter Wölfen (Regie Frank Beyer)
- 1963: Bonner Pitaval: Die Affäre Heyde-Sawade (Fernsehreihe, Regie Wolfgang Luderer)
- 1963: Wolf unter Wölfen (TV-Serie)
- 1967: Die gefrorenen Blitze (Regie János Veiczi)
- 1967: Blaulicht (TV-Serie; Folge: Der vierte Mann)
- 1968: Blaulicht (TV-Serie; Folge: Leichenfund im Jagen 14)
- 1968: Ein Krug mit Oliven (Regie Heiner Möbius)
- 1969: Unterwegs zu Lenin (Regie Günter Reisch, Lucia Ochrimenko)
- 1972: Tschintschraka oder Das große Abenteuer eines kleinen Gauklers (Regie Horst Netzband)
- 1973: Die sieben Affären der Doña Juanita (Fernsehmehrteiler)